# Leuzée conifère
Rhaponticum coniferum
Espèce
Classification phylogénétique

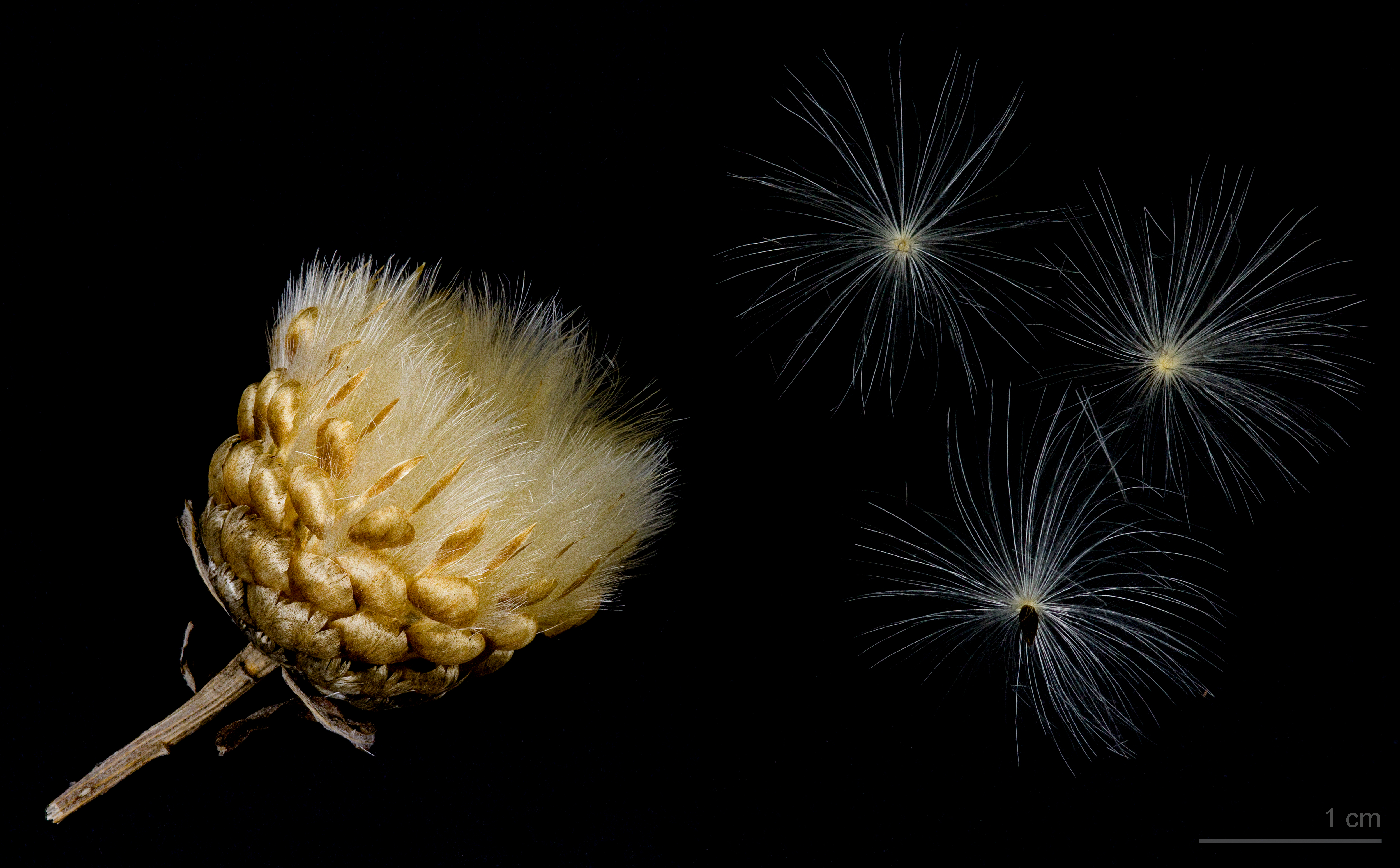
Leuzée conifère (fruit et graines) au Muséum de Toulouse.

Rhaponticum coniferum (synonyme ancien Leuzea conifera (L.) DC., 1805), la leuzée conifère et surtout pomme-de-pin, est une espèce de plantes à fleurs de la famille des astéracées (composées). Cette plante surtout méditerranéenne pousse sur sol rocailleux et calcaire. Ce qu'on appelle les fleurs sont en réalité un capitule de fleurons reposant sur un involucre de bractées. Même si la métaphore avec une pomme de pin semble logique, on pensera plutôt à l'artichaut en observant cette plante. Ce qu'on voit sur la photo ci-contre est en effet un involucre de bractées comme le sont les « feuilles » d'artichaut. Les fleurs apparaissent plus tardivement sous forme d'une aigrette de fleurons tubulés.

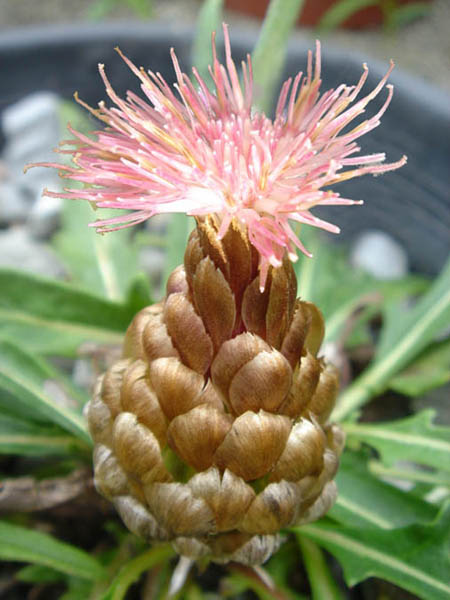
Leuzée conifère en floraison.

## Description
C'est une plante vivace plutôt petite (maximum 30 cm). La tige est velue (poils blancs) et non ramifiée. Il y a de nombreuses feuilles à poils blancs poussant jusque sous l'involucre. Ces feuilles sont alternes, lancéolées et étroites, plus ou moins découpées (pennées et lyrées), pétiolées à la base de la plante, sessiles au sommet. L'involucre comporte plusieurs rangées de bractées à extrémité dentée, parfois blanches, le plus souvent brun violacé. Les fleurons sont de longs tubes filamenteux dont la couleur varie du blanc au pourpre. Les fruits sont de petits akènes (3 à 4 mm) couronnés d'aigrettes de longs poils blancs.

## Utilisation
La Leuzée conifère est souvent cueillie dans la garrigue pour les bouquets secs ce qui tend à sa raréfaction.[réf. nécessaire]

## Statut de protection
En France, l'espèce est protégée en Aquitaine, en Limousin et en Midi-Pyrénées.